# Luciano Berio
Luciano Berio (Imperia, 24 ottobre 1925 – Roma, 27 maggio 2003) è stato un compositore italiano, tra i più importanti dell'avanguardia europea, pioniere anche nel campo della musica elettronica.

## Biografia
il musicista nasce nel 1925 a Oneglia, all'epoca fresca del neoistituito comune di Imperia, da Ernesto Berio e Ada dal Fiume.
Impara a suonare il pianoforte dal padre e dal nonno, musicisti (furono entrambi organisti e compositori).  In quel periodo, attraverso le esecuzioni domestiche che suo padre promuove (e conduce) assieme ad amici, conosce la produzione cameristica di musicisti come Schubert, Mendelssohn, Beethoven, Mozart e riceve (per tre anni) lezioni di violino. Si interessa anche alla musica operistica di Verdi e Puccini, tanto che a 13 anni rimane profondamente commosso dall'ascolto de La Bohème'ì alla radio.
Durante la seconda guerra mondiale è chiamato alle armi, ma il primo giorno si ferisce a una mano mentre impara ad armare una pistola. È così costretto a trascorrere molto tempo all'ospedale militare, prima di fuggire per evitare la coscrizione.
Dopo la guerra, Berio studia al conservatorio di Milano con Giulio Cesare Paribeni e Giorgio Federico Ghedini. Essendogli preclusa la carriera concertistica come pianista (a causa della ferita alla mano), Berio sceglie di concentrarsi sulla composizione. La prima esecuzione pubblica di un suo pezzo, una suite per pianoforte, avviene nel 1947. 
In questo periodo lavora come accompagnatore al pianoforte in alcune classi di canto; è in questo modo che fa la conoscenza del mezzosoprano americano Cathy Berberian, che sposa dopo essersi diplomato e dalla quale divorzierà nel 1964. Molte composizioni di questi anni utilizzano le caratteristiche peculiari della versatile, quanto inimitabile voce di questa cantante.
Nel 1951, Berio arriva negli Stati Uniti, al Tanglewood Music Center per studiare con Luigi Dallapiccola, per influsso del quale sviluppa un vivo interesse verso la musica dodecafonica. Successivamente frequenta i corsi estivi di Darmstadt, incontrando Pierre Boulez, Karlheinz Stockhausen, György Ligeti e Mauricio Kagel. Sviluppa anche un vivo interesse per la musica elettronica e, insieme con Bruno Maderna, nel 1955 fonda a Milano lo Studio di fonologia musicale Rai di Milano, uno studio dedito alla produzione di musica elettronica. Qui invita parecchi famosi compositori, tra i quali Henri Pousseur e John Cage. Fonda inoltre il periodico Incontri Musicali.
Nel 1960 Berio ritorna a Tanglewood come Compositore in Residenza e nel 1962, su invito di Darius Milhaud, assume una cattedra presso il Mills College, a Oakland (California). Nel 1965 incomincia a insegnare presso la Juilliard School di New York, dove fonda il Juilliard Ensemble, un gruppo dedito a esecuzioni di musica contemporanea. Lo stesso anno si sposa con la filosofa della scienza Susan Oyama, dalla quale divorzierà nel 1971. In tutto questo periodo Berio si è alacremente creato una solida reputazione, vincendo il "Prix Italia" nel 1966 per Laborintus II (testo di Edoardo Sanguineti, con il quale già aveva collaborato, nel 1963, con l'opera Passaggio). Nel 1968 compone la sua Sinfonia eseguita alla Carnegie Hall di New York con gli Swingle Singers. 
Nel 1972 Berio torna in Italia. Tra il 1974 e il 1980, su richiesta di Pierre Boulez, è direttore della divisione elettro-acustica dell'IRCAM di Parigi. Nel 1977 si sposa per la terza volta, con la musicologa Talia Pecker. 
Tra i suoi studenti si annoverano Louis Andriessen, Steve Reich, Steven Gellman, Dina Koston, Luca Francesconi, Giulio Castagnoli, Flavio Emilio Scogna.
Nel 1987 fonda a Firenze Tempo Reale, centro di ricerca, produzione e didattica musicale attivo ancora oggi, con lo scopo di investigare nell'ambito delle applicazioni delle nuove tecnologie al campo musicale; con i musicisti e tecnici del centro Berio realizza i suoi ultimi lavori con elettronica. Nel 1994 è "Distinguished Composer in Residence" presso la Harvard University, dove rimane fino al 2000. È stato attivo anche in qualità di direttore d'orchestra e ha continuato a lavorare, sia come direttore sia come compositore, fino agli ultimi giorni della sua vita. Nel 2000 diventò Presidente e Sovrintendente dell'Accademia nazionale di Santa Cecilia a Roma; fu proprio sotto la sua sovrintendenza che venne inaugurato, il 21 aprile 2002, il nuovo Auditorium Parco della Musica. Nel 2001 è autore di un nuovo finale dell'opera Turandot di Puccini, significativamente diverso da quello tradizionale di Franco Alfano.
Luciano Berio muore nel 2003 all'età di 77 anni in un ospedale, a Roma, poco dopo aver ultimato la stesura del brano Stanze, per baritono, coro e orchestra. La sua tomba si trova nel cimitero di Radicondoli, borgo medievale della provincia di Siena a cui Berio era molto legato.

## Opere

### Concerti
- Concertino per clarinetto, viola, arpa, celesta e archi (1949)
- Serenata per flauto e 14 strumenti (1957)
- Concerto per due pianoforti e orchestra (1973)
- Points on the Curve to Find per pianoforte e piccola orchestra (1974)
- Il ritorno degli Snovidenia per violoncello e piccola orchestra (1977)
- Corale per violino ed orchestra (1981)
- Voci (Folk songs II) per viola e orchestra (1984)
- Echoing Curves per pianoforte e orchestra (1988)
- Alternatim per clarinetto, viola e orchestra (1997)
- SOLO per trombone e orchestra (1999)

### Musica orchestrale
- Contrapunctus XIX (trascrizione da Die Kunst der Fuge di J.S. Bach)
- Nones (1954)
- Allelujah I (1956)
- Divertimento (1957) (Scritto con Bruno Maderna)
- Allelujah II (1958)
- Tempi concertanti (1959)
- Allez Hop, libretto di Italo Calvino (con Cathy Berberian 1959 al Teatro La Fenice di Venezia)
- Bewegung (1971 - 1984)
- Still (1973)
- Eindrücke (1974)
- Encore (1978 - 1981)
- Entrata (1980)
- Requies (1984)
- Formazioni (1987)
- Festum (1989)
- Rendering (1989 - 1990)
- Continuo (1989 - 1991)
- Compass (1994)
- Ekphrasis - continuo II (1996)

### Sequenze
- Sequenza I per flauto (1958), dedicata a Severino Gazzelloni
- Sequenza II per arpa (1963), dedicata a Francis Pierre
- Sequenza III per voce femminile (1965 - 1966), dedicata a Cathy Berberian
- Sequenza IV per pianoforte (1965 - 1966), dedicata a Jocy de Carvalho
- Sequenza V per trombone (1966), dedicata a Stuart Dempster, ispirata da Grock
- Sequenza VI per viola (1967), dedicata a Walter Trampler
- Sequenza VII per oboe (1969), dedicata a Heinz Holliger
- Sequenza VII b per sassofono soprano, arrangiata da Claude Delangle[1]
- Sequenza VIII per violino (1976 - 1977), dedicata a Carlo Chiarappa
- Sequenza IX per clarinetto (1980), dedicata a Michel Arrignon
  - Sequenza IXb per sassofono contralto (1981), dedicata a Iwan Roth e John Harle
- Sequenza X per tromba e risonanze di pianoforte (1984), dedicata a Ernest Fleischmann e scritta per Thomas Stevens
- Sequenza XI per chitarra (1987 - 1988), dedicata a Eliot Fisk
- Sequenza XII per fagotto (1995), dedicata a Pascal Gallois
- Sequenza XIII per fisarmonica "Chanson" (1995 - 1996), scritta per Teodoro Anzellotti e dedicata a Gianni Coscia
- Sequenza XIV per violoncello (2002), scritta per Rohan de Saram
- Sequenza  XIVb per contrabbasso (2002), realizzata su indicazione del compositore da Stefano Scodanibbio

### Chemins
- Chemins I per arpa e orchestra (1964)
- Chemins II per viola e nove strumenti (1967)
  - Chemins IIb per piccola orchestra (1969)
  - Chemins IIc per clarinetto basso e piccola orchestra (1972)
- Chemins III per viola, nove strumenti ed orchestra (1968)
- Chemins IV per oboe e 11 strumenti ad arco (1975)
- Chemins IV b per sassofono soprano e 11 strumenti ad arco
- Chemins V per chitarra e piccola orchestra (1992)
- Kol - Od (Chemins VI), per tromba e ensemble (1996) - dedicato a Gabriele Cassone
- Recit (Chemins VII) per sassofono contralto e orchestra (1996)

### Musica da camera
- Divertimento per violino, viola e violoncello (1946)
- Tre pezzi per 3 clarinetti (1947)
- Quartetto per strumenti a fiato (1950)
- Due pezzi per violino e pianoforte (1951)
- Opus no. Zoo per voce recitante e quintetto a fiati (1951 - 1971)
- Quartetto per quartetto d'archi (1955)
- Différences per 5 strumenti e nastro magnetico (1959)
- Sincronie per quartetto d'archi (1964)
- Gesti per flauto dolce (1966)
- Autre fois: berceuse canonique pour Igor' Fëdorovič Stravinskij per flauto, clarinetto e arpa (1971)
- Linea per 2 pianoforti, marimba e vibrafono (1973)
- Musica leggera per flauto, viola e violoncello (1974)
- Les mots sont allés... "recitativo" per violoncello solo (1978)
- Duetti per 2 violini (1983)
- Lied per clarinetto solo (1983)
- Call per 2 trombe, corno, trombone e tuba (1985)
- Terre chaleureuse per quintetto a fiati (1985)
- Naturale per viola, percussioni e nastro magnetico (1985)
- Gute Nacht per tromba (1986)
- Ricorrenze per quintetto a fiati (1987)
- Notturno per quartetto d'archi (1993)
- Glosse per quartetto d'archi (1997)
- Korót per 8 violoncelli (1998)
- Altra voce per flauto contralto, mezzosoprano e live electronics (1999)

### Musica per strumenti a tastiera
- Petite suite per pianoforte (1947)
- Cinque variazioni per pianoforte (1953 - 1966)
- Sequenza IV per  pianoforte (1966)
- Rounds per clavicembalo (1966) e per pianoforte (1967)
- Memory per pianoforte elettrico e clavicembalo (1970 - 1973)
- Fa-Si per organo (1975)
- Six Encores per pianoforte (1990); comprende: Brin (1990), Leaf (1990), Wasserklavier (1965), Erdenklavier (1969), Luftklavier (1985) e Feuerklavier (1989)
- Sonata per pianoforte (2001)

### Musica vocale
- Magnificat per 2 soprani, coro e orchestra (1949)
- El mar la mar per 2 soprani e 5 strumenti (1950)
  - El mar la mar, versione per soprano, mezzosoprano e 7 strumenti (1969)
- Quattro canzoni popolari per voce femminile e pianoforte (1952)
- Chamber Music. testo di James Joyce, per voce femminile, clarinetto, arpa e violoncello (1953)
- Circles per voce femminile, arpa e 2 percussionisti (1960)
- Folk Songs, ciclo di canzoni (1964)
- Epifanie per voce femminile e orchestra (1967 con Cathy Berberian al Teatro La Fenice di Venezia)
- Questo vuol dire che per 3 voci femminili, coro e nastro magnetico (1968)
- Sinfonia per 8 voci e orchestra (1968)
- Agnus per 2 soprani, 3 clarinetti e organo (1971)
- Bewegung II per baritono e orchestra (1971)
- Ora per soprano, mezzosoprano, flauto, corno inglese, coro e orchestra (1971)
- Calmo - in memoriam Bruno Maderna per mezzosoprano e 22 strumenti (1974)
- Cries of London per 6 voci (1974)
- a-ronne, testo di Edoardo Sanguineti, per 8 voci (1975)
- Coro, testo di Pablo Neruda, per coro e orchestra (1976 - 1977)
- Ofanìm per due gruppi orchestrali, coro di bambini, voce femminile e live electronics (1988 - 1997)
- Canticum novissimi testamenti per 8 voci, 4 clarinetti e 4 sassofoni (1989)
- Rage and Outrage per voci e orchestra (1993)
- Hör per coro e orchestra (1995)
- Altra voce per mezzosoprano, flauto contralto e live electronics (1999)
- E si fussi pisci elaborazione di canto popolare per coro misto (2002)
- Stanze per baritono, coro e orchestra (2003)

### Musica elettronica
- a – ronne, documentario radiofonico per 5 attori (1974)
- Mimusique n. 1 (1953)
- Ritratto di città, in collaborazione con Bruno Maderna (1954)
- Mutazioni (1955)
- Perspectives (1957)
- Thema (Omaggio a Joyce) (1958)
- Momenti (1960)
- Visage (1961) e prima scenica nel 1973 al Teatro Comunale di Firenze
- Chants parallèles (1975)

### Musica teatrale
- Laborintus II, testo di Edoardo Sanguineti (1965)
- Passaggio, testo del compositore e di Edoardo Sanguineti (1963)
- Recital I (for Cathy) (1972)

### Opere
- Opera, libretto del compositore (1970, revisione nel 1977)
- La vera storia, libretto di Italo Calvino (1982 al Teatro alla Scala di Milano con Mariana Nicolesco, Oslavio Di Credico, Milva e gli Swingle Singers)
- Un re in ascolto, libretto di Italo Calvino (1984 al Teatro alla Scala di Milano con Mariana Nicolesco nella parte della protagonista)
- Outis, libretto del compositore e di Dario Del Corno (1996 al Teatro alla Scala con Dominique Visse, Luca Canonici, Alan Opie e gli Swingle Singers)
- Cronaca del luogo, libretto di Talia Pecker Berio (1999 al Kleines Festspielhaus di Salisburgo con Hildegard Behrens)

### Arrangiamenti, orchestrazioni e completamenti di musica di altri compositori
Berio scrisse numerosi arrangiamenti di lavori di altri compositori, tra cui Claudio Monteverdi, Henry Purcell, Johannes Brahms, Gustav Mahler, Kurt Weill, John Lennon e Paul McCartney.
Per la Berberian scrisse i Folk Songs (1964), uno dei suoi lavori più universalmente conosciuti ed eseguiti, nel quale elaborò canti popolari provenienti dalla tradizione orale di differenti Paesi (Stati Uniti, Armenia, Italia, Francia, Azerbaigian).
Orchestrò varie musiche di autori del passato, tra cui Johann Sebastian Bach (contrappunto finale da L'arte della fuga), Manuel de Falla (Siete canciones populare españolas), Johannes Brahms (Sonata op. 120 per clarinetto e pianoforte), Giuseppe Verdi (liriche da camera per voce e pianoforte).
I completamenti invece riguardano:
- Rendering (1989) (nel Concertgebouw di Amsterdam diretto da Nikolaus Harnoncourt), da alcuni abbozzi di Franz Schubert per la Decima Sinfonia, con l'aggiunta di musica tratta da altri lavori di Schubert. Da questo brano è tratto il jingle di Rai Radio 3;
- Finale di Turandot di Giacomo Puccini (Los Angeles, 27 maggio 2002).

## Televisione
- Elettra, di Hugo Von Hofmannsthal, musiche di Luciano Berio, regia di Mario Ferrero, trasmessa il 3 giugno 1962
- C'è musica & musica (Programma Nazionale, 1972)

## Onorificenze
Nel 1988, l'Accademia dei Lincei gli conferisce un Premio Feltrinelli per la Musica, ex aequo con Carlo Maria Giulini.